# Euskaltel
Pour les équipes cyclistes, voir Équipe cycliste Euskaltel-Euskadi (1994-2013) et Équipe cycliste Euskaltel-Euskadi.
Euskaltel est un opérateur de câble basque créé en juillet 1995, qui commercialise ses services au Pays basque et en Navarre. Ses activités comprennent la téléphonie fixe et mobile, la télévision numérique et l'accès à Internet à bandes larges tant par l'ADSL que par câble (seul détenteur d'une licence pour cela au Pays basque), pour des particuliers et des entreprises. Euskaltel est l'opérateur leader au Pays basque avec des parts de marché de 45 % en téléphonie fixe, de 44 % en Internet, 30 % en téléphonie mobile, 30 % de télévision numérique.
Son siège se situe dans le Parc technologique de Derio, près de Bilbao en Biscaye.

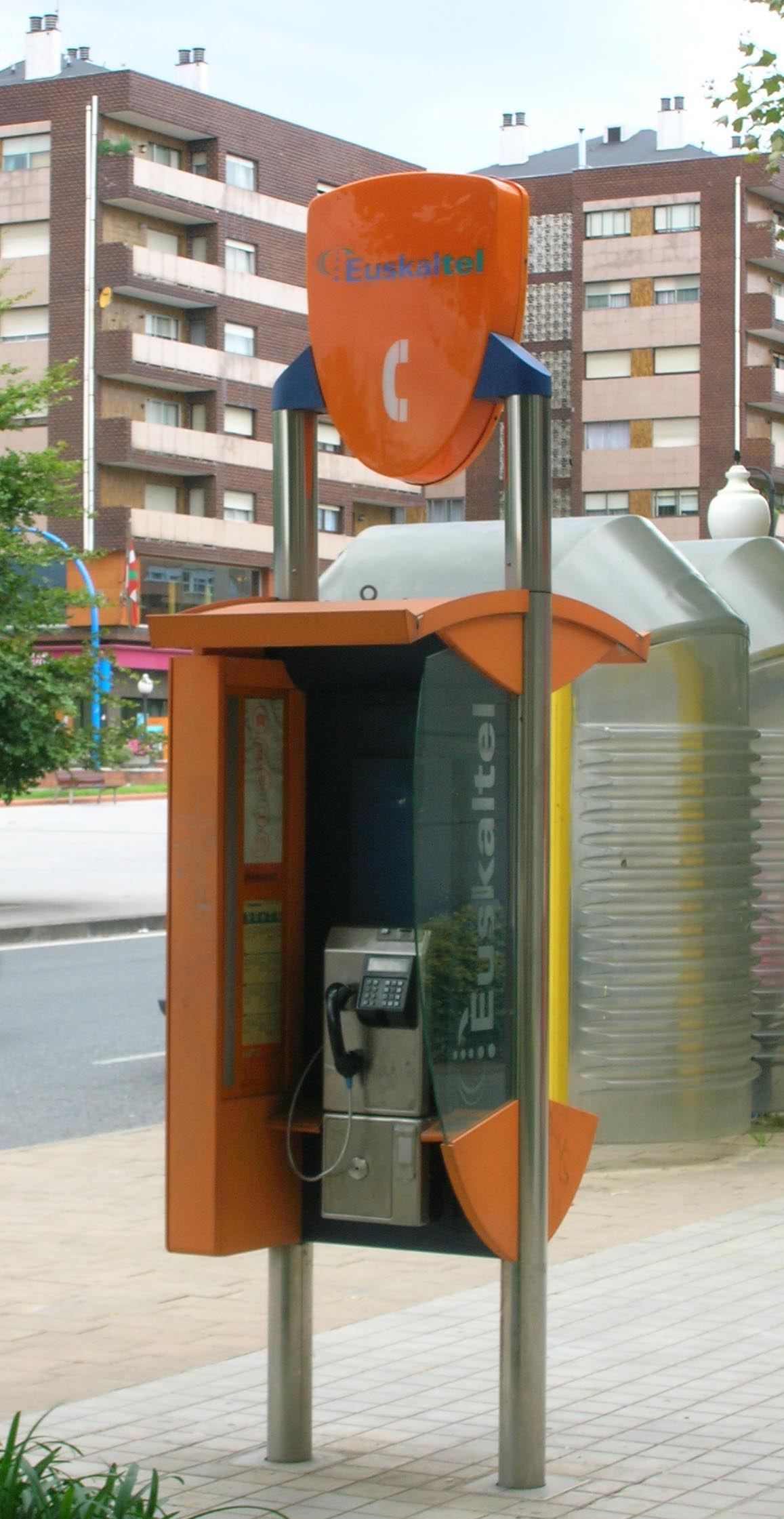
Cabine publique

## Histoire
Depuis l'apparition d'Amena/Retevisión Móvil en 1998 et jusqu'en 2006, Euskaltel a agi comme société commerciale de la Communauté autonome basque des services de téléphonie mobile d'Amena (actuellement Orange) en vertu d'un accord commercial. Amena fournissait aux clients un service téléphonique, mais c'était Euskaltel qui facturait les services.
L'accord qui rendait possible ceci a été annulé fin 2006, et, le 10 décembre 2006, Euskaltel a commencé ses services de téléphonie mobile comme opérateur mobile virtuel en utilisant la couverture de réseau GSM de Vodafone Espagne.
Bien que la législation qui définit un OMV authentique en Espagne date de 2002, Euskaltel peut être considéré comme le premier opérateur virtuel à voir le jour en Espagne en vertu de l'accord commercial avec Amena/Orange.

### Conflit entre Euskaltel et Orange
À partir de la vente d'Amena à l'opérateur français France Télécom, qui exerce ses activités avec la marque Orange, ont commencé à se produire des tensions entre Euskaltel et la nouvelle direction de l'opérateur mobile, qui ne voyait pas avec de bons yeux l'exclusion de sa marque du Pays Basque. Finalement, ces tensions ont porté à la rupture de l'accord commercial entre les deux.
L'entreprise basque défend que les consommateurs qui ont engagé un service de téléphonie l'ont fait avec Euskaltel, qui a les contrats et les données bancaires des clients. Pour cette raison, il prétend maintenir le contrôle sur ces contrats et refuse de fournir à Orange des données sur les clients qu'ils partageaient. Par contre, Orange considère que ces clients ont souscrit un contrat avec Amena, dans lequel Euskaltel était simplement le distributeur ou agente commerciale d'Amena. Pour cette raison, il a envoyé des messages aux utilisateurs pour qu'ils aillent au service de relation client d'Orange, et il a lancé une forte campagne promotionnelle.
Les deux compagnies ont présenté le conflit devant la CMT (Comision du Mercado des Telecomunicaciones) (commission du marché des télécommunications) en réclamant la propriété de presque 450.000 clients d'Euskaltel, la CMT décidant que les clients pouvaient choisir s'ils voulaient rester avec Orange, ou avec Euskaltel : s'ils ne souhaitaient pas rester en Orange, ils devraient solliciter leur portabilité à Euskaltel, et Orange serait obligé de faciliter cette démarche. Si les clients n'effectuaient aucune action, ils restaient des clients du pré-paiement d'Orange. Le 10 décembre 2006, Euskaltel a contacté tous ses clients pour les inviter à entamer cette portabilité vers Euskaltel, et en leur livrant une nouvelle carte SIM pour pouvoir opérer dans ce réseau.
Pendant ce temps, Orange a essayé d'empêcher les portabilités en masse, en faisant valoir des « erreurs techniques », empêchant la direction d'Euskaltel de porter ses nombres au nouveau réseau. Ils seront forcés de contracter de nouvelles lignes avec une numérotation différente.

### Développement
En février 2008 Euskaltel a rendu publique sa décision de lancer une nouvelle marque, Viva Mobile, pour opérer hors du Pays basque et de la Navarre.
Il a commencé à opérer vers la mi-mars 2008, avec un tarif pour particuliers (disponible tant en pré-paiement qu'en abonnement) et une autre pour les entreprises.
En mars 2021, MásMóvil annonce l'acquisition d'Euskaltel pour 2 milliards d'euros.

## Voir également
- Opérateur de réseau mobile virtuel